# Phasconica
Phasconica là một chi rêu trong họ Pottiaceae.